# Gdańsk Stocznia
Gdańsk Stocznia – przystanek Szybkiej Kolei Miejskiej (SKM) leżący wzdłuż granicy gdańskich dzielnic Młyniska (północny wschód) i Aniołki (południowy zachód). Południowo-wschodni fragment ociera się o granicę ze Śródmieściem.

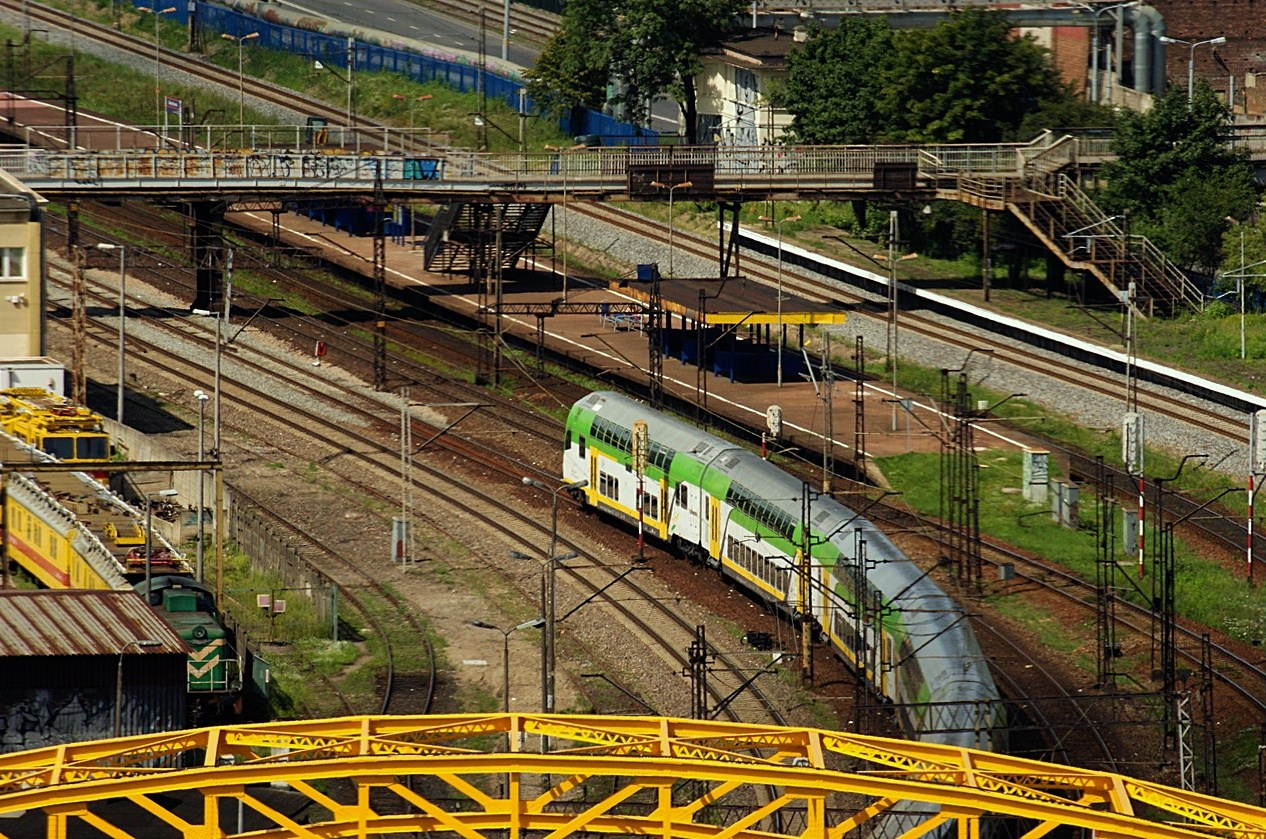
Przystanek i kładka

## Ruch pasażerski
| Rok  | Wymiana pasażerska na dobę |
| ---- | -------------------------- |
| 2017 | 500-699                    |
| 2022 | 2 000-3 000                |

Do roku 2005 był także jedynym (oprócz stacji Gdańsk Główny) przystankiem obsługującym trasę SKM inną niż linię Gdańsk Główny - Wejherowo – uruchomioną w roku 1951 linię Gdańsk Główny - Gdańsk Nowy Port (obecnie linia kolejowa nr 249 do stacji Gdańsk Brzeźno).
Przystanek posiada jedno przejście nadziemne – kładkę dla pieszych łączącą ponad torami ul. Jana z Kolna (w 2017 część kładki nad ulicą została poddana remontowi) z al. Zwycięstwa. Na samych peronach znajdują się kasowniki i tablice informacyjne z rozkładem jazdy SKM dla przystanku Gdańsk Stocznia.
W 2020 został zaplanowany remont przystanku. W 2021 miasto Gdańsk ogłosiło z kolei przetarg na projekt przebudowy kładki dla pieszych nad torami.
Przystanek wraz z kładką wpisany jest do gminnej ewidencji zabytków.
W dniu 20.07.2024 roku rozpoczął się kapitalny remont przystanku, w związku z tym przystanek został zamknięty. Częściowe otwarcie nastąpiło 22.01.2025 roku, jednak prace modernizacyjne dalej trwają, planowo mają się zakończyć 14.08.2025 roku. 